# Кубок Футбольной лиги 2001/2002
Кубок Уортингтон 2001/02 (англ. Worthington Cup 2001–02) — 42-й розыгрыш Кубка Футбольной лиги, кубкового турнира в английском футболе для 92 клубов из четырёх высших дивизиов в системе футбольных лиг Англии. Название турнира было определено спонсорским соглашением с пивоваренной компанией Worthington Brewery.
Турнир прошёл с 20 августа 2001 года по 26 февраля 2002 года. Финал состоялся на стадионе «Миллениум» в Кардиффе, так как стадион «Уэмбли» был закрыт на реконструкцию.
Победителем турнира стал «Блэкберн Роверс», вернувшийся в Премьер-лигу по итогам предыдущего сезона. «Блэкберн» обыграл в финальном матче «Тоттенхэм Хотспур» со счётом 2:1.

## Первый раунд
В первом раунде сыграли 70 клубов Первого, Второго и Третьего дивизионов Футбольной лиги, за исключением «Манчестер Сити» и «Ковентри Сити». Матчи прошли с 20 по 22 августа.
| №                                                                                           | Хозяева                  | Счёт | Гости                | Дата матча      |
| ------------------------------------------------------------------------------------------- | ------------------------ | ---- | -------------------- | --------------- |
| 1                                                                                           | Бирмингем Сити           | 3:0  | Саутенд Юнайтед      | 22 августа 2001 |
| 2                                                                                           | Кембридж Юнайтед         | 1:1  | Вест Бромвич Альбион | 22 августа 2001 |
| 1:1 после дополнительного времени; «Вест Бромвич Альбион» выиграл по пенальти со счётом 4:3 |                          |      |                      |                 |
| 3                                                                                           | Сток Сити                | 0:0  | Олдем Атлетик        | 22 августа 2001 |
| 0:0 после дополнительного времени; «Олдем Атлетик» выиграл со счётом 6:5 по пенальти        |                          |      |                      |                 |
| 4                                                                                           | Вулверхэмптон Уондерерс  | 1:2  | Суиндон Таун         | 22 августа 2001 |
| 5                                                                                           | Барнсли                  | 2:0  | Галифакс Таун        | 21 августа 2001 |
| 6                                                                                           | Блэкпул                  | 3:2  | Уиган Атлетик        | 21 августа 2001 |
| 7                                                                                           | Борнмут                  | 0:2  | Торки Юнайтед        | 21 августа 2001 |
| 8                                                                                           | Брентфорд                | 1:0  | Норвич Сити          | 21 августа 2001 |
| 9                                                                                           | Брайтон энд Хоув Альбион | 2:1  | Уимблдон             | 21 августа 2001 |
| 10                                                                                          | Бристоль Сити            | 2:1  | Челтнем Таун         | 21 августа 2001 |
| 11                                                                                          | Бернли                   | 2:3  | Рашден энд Даймондс  | 21 августа 2001 |
| 12                                                                                          | Бери                     | 1:3  | Шеффилд Уэнсдей      | 21 августа 2001 |
| 13                                                                                          | Эксетер Сити             | 0:1  | Уолсолл              | 21 августа 2001 |
| 14                                                                                          | Гримсби Таун             | 2:1  | Линкольн Сити        | 21 августа 2001 |
| 15                                                                                          | Хаддерсфилд Таун         | 0:1  | Рочдейл              | 21 августа 2001 |
| 16                                                                                          | Киддерминстер Харриерс   | 2:2  | Престон Норт Энд     | 21 августа 2001 |
| «Престон Норт Энд» выиграл со счётом 3:2 после дополнительного времени                      |                          |      |                      |                 |
| 17                                                                                          | Лейтон Ориент            | 2:4  | Кристал Пэлас        | 21 августа 2001 |
| 18                                                                                          | Маклсфилд Таун           | 1:1  | Брэдфорд Сити        | 21 августа 2001 |
| «Брэдфорд Сити» выиграл со счётом 2:1 после дополнительного времени                         |                          |      |                      |                 |
| 19                                                                                          | Мансфилд Таун            | 3:4  | Ноттс Каунти         | 21 августа 2001 |
| 20                                                                                          | Миллуолл                 | 2:1  | Кардифф Сити         | 21 августа 2001 |
| 21                                                                                          | Нортгемптон Таун         | 1:1  | Куинз Парк Рейнджерс | 21 августа 2001 |
| «Нортгемптон Таун» выиграл со счётом 2:1 после дополнительного времени                      |                          |      |                      |                 |
| 22                                                                                          | Оксфорд Юнайтед          | 1:1  | Джиллингем           | 21 августа 2001 |
| «Джиллингем» выиграл со счётом 2:1 после дополнительного времени                            |                          |      |                      |                 |
| 23                                                                                          | Порт Вейл                | 2:1  | Честерфилд           | 21 августа 2001 |
| 24                                                                                          | Портсмут                 | 1:2  | Колчестер Юнайтед    | 21 августа 2001 |
| 25                                                                                          | Рединг                   | 4:0  | Лутон Таун           | 21 августа 2001 |
| 26                                                                                          | Стокпорт Каунти          | 3:0  | Карлайл Юнайтед      | 21 августа 2001 |
| 27                                                                                          | Суонси Сити              | 0:2  | Питерборо Юнайтед    | 21 августа 2001 |
| 28                                                                                          | Транмир Роверс           | 3:1  | Шрусбери Таун        | 21 августа 2001 |
| 29                                                                                          | Уотфорд                  | 1:0  | Плимут Аргайл        | 21 августа 2001 |
| 30                                                                                          | Рексем                   | 2:3  | Халл Сити            | 21 августа 2001 |
| 31                                                                                          | Уиком Уондерерс          | 0:1  | Бристоль Роверс      | 21 августа 2001 |
| 32                                                                                          | Йорк Сити                | 1:1  | Кру Александра       | 21 августа 2001 |
| 2:2 после дополнительного времени; «Кру Александра» выиграла со счётом 6:5 по пенальти      |                          |      |                      |                 |
| 33                                                                                          | Дарлингтон               | 0:1  | Шеффилд Юнайтед      | 20 августа 2001 |
| 34                                                                                          | Хартлпул Юнайтед         | 0:2  | Ноттингем Форест     | 20 августа 2001 |
| 35                                                                                          | Сканторп Юнайтед         | 0:2  | Ротерем Юнайтед      | 20 августа 2001 |

## Второй раунд
Во втором раунде сыграли 35 победителей первого раунда и 13 клубов из Премьер-лиги, не принимавших участия в еврокубках, а также «Манчестер Сити» и «Ковентри Сити». Матчи прошли с 10 по 13 сентября.
| №                                                                                       | Хозяева                  | Счёт | Гости               | Дата матча       |
| --------------------------------------------------------------------------------------- | ------------------------ | ---- | ------------------- | ---------------- |
| 1                                                                                       | Тоттенхэм Хотспур        | 2:0  | Торки Юнайтед       | 13 сентября 2001 |
| 2                                                                                       | Блэкберн Роверс          | 2:0  | Олдем Атлетик       | 12 сентября 2001 |
| 3                                                                                       | Бристоль Сити            | 2:3  | Уотфорд             | 12 сентября 2001 |
| 4                                                                                       | Чарльтон Атлетик         | 2:0  | Порт Вейл           | 12 сентября 2001 |
| 5                                                                                       | Дерби Каунти             | 3:0  | Халл Сити           | 12 сентября 2001 |
| 6                                                                                       | Эвертон                  | 1:1  | Кристал Пэлас       | 12 сентября 2001 |
| 1:1 после дополнительного времени; «Кристал Пэлас» выиграл со счётом 5:4 по пенальти    |                          |      |                     |                  |
| 7                                                                                       | Ньюкасл Юнайтед          | 1:1  | Брентфорд           | 12 сентября 2001 |
| «Ньюкасл Юнайтед» выиграл со счётом 4:1 после дополнительного времени                   |                          |      |                     |                  |
| 8                                                                                       | Ноттингем Форест         | 1:1  | Стокпорт Каунти     | 12 сентября 2001 |
| 1:1 после дополнительного времени; «Ноттингем Форест» выиграл со счётом 8:7 по пенальти |                          |      |                     |                  |
| 9                                                                                       | Шеффилд Уэнсдей          | 2:2  | Сандерленд          | 12 сентября 2001 |
| Шеффилд Уэнсдей выиграл со счётом 4:2 после дополнительного времени                     |                          |      |                     |                  |
| 10                                                                                      | Болтон Уондерерс         | 3:3  | Уолсолл             | 11 сентября 2001 |
| «Болтон Уондерерс» выиграл со счётом 4:3 после дополнительного времени                  |                          |      |                     |                  |
| 11                                                                                      | Брайтон энд Хоув Альбион | 0:3  | Саутгемптон         | 11 сентября 2001 |
| 12                                                                                      | Бристоль Роверс          | 0:3  | Бирмингем Сити      | 11 сентября 2001 |
| 13                                                                                      | Колчестер Юнайтед        | 1:3  | Барнсли             | 11 сентября 2001 |
| 14                                                                                      | Кру Александра           | 0:0  | Рашден энд Даймондс | 11 сентября 2001 |
| «Кру Александра» выиграла со счётом 2:0 после дополнительного времени                   |                          |      |                     |                  |
| 15                                                                                      | Джиллингем               | 2:1  | Миллуолл            | 11 сентября 2001 |
| 16                                                                                      | Гримсби Таун             | 2:2  | Шеффилд Юнайтед     | 11 сентября 2001 |
| 3:3 после дополнительного времени; «Гримсби Таун» выиграл со счётом 4:2 по пенальти     |                          |      |                     |                  |
| 17                                                                                      | Мидлсбро                 | 3:1  | Нортгемптон Таун    | 11 сентября 2001 |
| 18                                                                                      | Ноттс Каунти             | 2:2  | Манчестер Сити      | 11 сентября 2001 |
| «Манчестер Сити» выиграл со счётом 4:2 после дополнительного времени                    |                          |      |                     |                  |
| 19                                                                                      | Питерборо Юнайтед        | 2:2  | Ковентри Сити       | 11 сентября 2001 |
| 2:2 после дополнительного времени; «Ковентри Сити» выиграл со счётом 4:2 по пенальти    |                          |      |                     |                  |
| 20                                                                                      | Рединг                   | 0:0  | Вест Хэм Юнайтед    | 11 сентября 2001 |
| 0:0 после дополнительного времени; «Рединг» выиграл со счётом 6:5 по пенальти           |                          |      |                     |                  |
| 21                                                                                      | Рочдейл                  | 1:1  | Фулхэм              | 11 сентября 2001 |
| 2:2 после дополнительного времени; «Фулхэм» выиграл со счётом 6:5 по пенальти           |                          |      |                     |                  |
| 22                                                                                      | Ротерем Юнайтед          | 0:4  | Брэдфорд Сити       | 11 сентября 2001 |
| 23                                                                                      | Транмир Роверс           | 4:1  | Престон Норт Энд    | 11 сентября 2001 |
| 24                                                                                      | Вест Бромвич Альбион     | 0:0  | Суиндон Таун        | 11 сентября 2001 |
| «Вест Бромвич Альбион» выиграл со счётом 2:0 после дополнительного времени              |                          |      |                     |                  |
| 25                                                                                      | Блэкпул                  | 0:1  | Лестер Сити         | 10 сентября 2001 |

## Третий раунд
В третьем раунде сыграли 25 победителей второго раунда и 7 клубов из Премьер-лиги, принимавших участие в еврокубках. Матчи прошли с 8 по 10 октября.
| №                                                                                      | Хозяева              | Счёт | Гости             | Дата матча      |
| -------------------------------------------------------------------------------------- | -------------------- | ---- | ----------------- | --------------- |
| 1                                                                                      | Арсенал              | 4:0  | Манчестер Юнайтед | 5 ноября 2001   |
| 2                                                                                      | Астон Вилла          | 1:0  | Рединг            | 10 октября 2001 |
| 3                                                                                      | Блэкберн Роверс      | 1:1  | Мидлсбро          | 10 октября 2001 |
| «Блэкберн Роверс» выиграл со счётом 2:1 после дополнительного времени                  |                      |      |                   |                 |
| 4                                                                                      | Фулхэм               | 5:2  | Дерби Каунти      | 10 октября 2001 |
| 5                                                                                      | Манчестер Сити       | 6:0  | Бирмингем Сити    | 10 октября 2001 |
| 6                                                                                      | Шеффилд Уэнсдей      | 1:1  | Кристал Пэлас     | 10 октября 2001 |
| 2:2 после дополнительного времени; «Шеффилд Уэнсдей» выиграл со счётом 3:1 по пенальти |                      |      |                   |                 |
| 7                                                                                      | Барнсли              | 0:1  | Ньюкасл Юнайтед   | 9 октября 2001  |
| 8                                                                                      | Ковентри Сити        | 0:2  | Челси             | 9 октября 2001  |
| 9                                                                                      | Кру Александра       | 2:3  | Ипсвич Таун       | 9 октября 2001  |
| 10                                                                                     | Джиллингем           | 0:2  | Саутгемптон       | 9 октября 2001  |
| 11                                                                                     | Лестер Сити          | 0:6  | Лидс Юнайтед      | 9 октября 2001  |
| 12                                                                                     | Ливерпуль            | 0:0  | Гримсби Таун      | 9 октября 2001  |
| «Гримсби Таун» выиграл со счётом 2:1 после дополнительного времени                     |                      |      |                   |                 |
| 13                                                                                     | Транмир Роверс       | 0:4  | Тоттенхэм Хотспур | 9 октября 2001  |
| 14                                                                                     | Уотфорд              | 4:1  | Брэдфорд Сити     | 9 октября 2001  |
| 15                                                                                     | Вест Бромвич Альбион | 0:1  | Чарльтон Атлетик  | 9 октября 2001  |
| 16                                                                                     | Болтон Уондерерс     | 1:0  | Ноттингем Форест  | 8 октября 2001  |

## Четвёртый раунд
Восемь матчей четвёртого раунда прошли с 27 по 29 ноября.
| Фулхэм    | 1:2 | Тоттенхэм Хотспур      |
| --------- | --- | ---------------------- |
| Хейлс 45′ |     | Ребров 15′ · Дэвис 86′ |

| Астон Вилла | 0:1 | Шеффилд Уэнсдей |
| ----------- | --- | --------------- |
|             |     | Экоку 40′       |

| Блэкберн Роверс            | 2:0 | Манчестер Сити |
| -------------------------- | --- | -------------- |
| Юханссон 45′ · Джонсон 90′ |     |                |

| Лидс Юнайтед | 0:2 | Челси             |
| ------------ | --- | ----------------- |
|              |     | Гудьонсен 59′ 80′ |

| Арсенал              | 2:0 | Гримсби Таун |
| -------------------- | --- | ------------ |
| Эду 4′ · Вильтор 74′ |     |              |

| Болтон Уондерерс                    | 2:2 (доп. вр.) 6:5 пен. | Саутгемптон                |
| ----------------------------------- | ----------------------- | -------------------------- |
| Холдзуорт 55′ (пен.) · Рикеттс 110′ |                         | Дэвис 80′ · Эль-Халеж 111′ |

| Ньюкасл Юнайтед                        | 4:1 | Ипсвич Таун |
| -------------------------------------- | --- | ----------- |
| Робер 18′ · Амеоби 26′ · Ширер 37′ 40′ |     | Бент 77′    |

| Уотфорд                                     | 3:2 (доп. вр.) | Чарльтон Атлетик         |
| ------------------------------------------- | -------------- | ------------------------ |
| Вернацца 17′ · Робинсон 60′ · Хельгюсон 99′ |                | Браун 43′ · Робинсон 90′ |

## Пятый раунд
Четыре матча пятого раунда прошли 11, 12 и 19 декабря.
| Шеффилд Уэнсдей                                      | 4:0 | Уотфорд |
| ---------------------------------------------------- | --- | ------- |
| Сибон 40′ · Хэмшо 73′ · О’Доннелл 89′ · Солтведт 90′ |     |         |

| Челси            | 1:0 | Ньюкасл Юнайтед |
| ---------------- | --- | --------------- |
| Хассельбайнк 90′ |     |                 |

| Блэкберн Роверс                | 4:0 | Арсенал |
| ------------------------------ | --- | ------- |
| Дженсен 11′ 15′ 68′ · Хьюз 21′ |     |         |

| Тоттенхэм Хотспур                                                    | 6:0 | Болтон Уондерерс |
| -------------------------------------------------------------------- | --- | ---------------- |
| Дэвис 21′ · Фердинанд 29′ 30′ 38′ · Барнесс 79′ (авт.) · Иверсен 84′ |     |                  |

## Полуфиналы
Полуфиналы Кубка Футбольной лиги были двухраундовыми: один матч команда проводила на домашнем стадионе, другой — на выезде. Первые матчи прошли 8 и 9 января, ответные — 22 и 23 января 2002 года.

### Первые матчи
| Шеффилд Уэнсдей | 1:2 | Блэкберн Роверс        |
| --------------- | --- | ---------------------- |
| Экоку 52′       |     | Хигнетт 28′ · Коул 39′ |

| Челси                | 2:1 | Тоттенхэм Хотспур |
| -------------------- | --- | ----------------- |
| Хассельбайнк 10′ 77′ |     | Фердинанд 65′     |

### Ответные матчи
| Блэкберн Роверс                                 | 4:2 | Шеффилд Уэнсдей                 |
| ----------------------------------------------- | --- | ------------------------------- |
| Дженсен 35′ · Дафф 37′ · Коул 82′ · Хигнетт 88′ |     | Экоку 59′ (пен.) · Солтведт 85′ |

«Блэкберн Роверс» выиграл со счётом 6:3 по сумме двух матчей.
| Тоттенхэм Хотспур                                               | 5:1 | Челси         |
| --------------------------------------------------------------- | --- | ------------- |
| Иверсен 2′ · Шервуд 33′ · Шерингем 50′ · Дэвис 76′ · Ребров 87′ |     | Форсселль 90′ |

«Тоттенхэм Хотспур» выиграл со счётом 6:3 по сумме двух матчей.

## Финал
Финал данного розыгрыша Кубка Футбольной лиги прошёл 24 февраля 2002 года на стадионе «Миллениум» в Кардиффе. В нём встретились клубы Премьер-лиги «Тоттенхэм Хотспур» и «Блэкберн Роверс». Победу со счётом 2:1 одержал «Блэкберн Роверс».
| Блэкберн Роверс        | 2:1     | Тоттенхэм Хотспур |
| ---------------------- | ------- | ----------------- |
| Дженсен 25′ · Коул 69′ | (отчёт) | Циге 33′          |

| Блэкберн Роверс | Тоттенхэм Хотспур |